# Club Baloncesto Breogán
El Club Baloncesto Breogán, anomenat Río Breogán per motius de patrocini, és un club de bàsquet espanyol de la ciutat de Lugo (Galícia). Fundat en 1966 pels germans Varela Portas i Pardo, va ascendir per primera vegada a la primera divisió espanyola en 1971. Es tracta d'uns dels clubs més importants en la història del bàsquet espanyol (concretament, ocupa la novena posició en aquest rànquing). Actualment milita en la lliga ACB.
La millor classificació en la història del club va tenir lloc en la temporada 84-85, en la qual va acabar en la sisena posició, cosa que li va permetre disputar competició europea (Copa Korac) la següent campanya. També es va classificar per a la fase final de la Copa del Rei en la temporada 1988-1989, disputada a Las Palmas, on va ser eliminat pel Club Joventut de Badalona.
Disputa els seus partits en el Pazo dos Deportes de Lugo.

## Palmarès
- 3 Lliga LEB (1998-99, 2018-19, 2020-21).
- 3 Copa Príncep d'Astúries (2007-08, 2018-19, 2020-21)
- 13 Copa Galícia.

## Trajectòria esportiva
| - 1966-1967: Tercera Provincial: 1 - 1967-1968: Tercera Divisió: 1 i ascens - 1968-1969: Segona Divisió: 1 - 1969-1970: Segona Divisió: 1 i ascens - 1970-1971: Primera Divisió: 9 - 1971-1972: Primera Divisió: 11 - 1972-1973: Primera Divisió: 13 - 1973-1974: Primera Divisió: 15 i descens - 1974-1975: Segona Divisió: 1 i ascens - 1975-1976: Primera Divisió: 10 - 1976-1977: Primera Divisió: 12 i descens - 1977-1978: Segona Divisió - 1978-1979: Segona Divisió: descens - 1979-1980: Tercera Divisió: 1 i ascens - 1980-1981: Segona Divisió |  | - 1981-1982: Segona Divisió - 1982-1983: Primera Divisió B - 1983-1984: Primera Divisió B: 1 i ascens - 1984-1985: Lliga ACB: 6 - 1985-1986: Lliga ACB: 7 - 1986-1987: Lliga ACB:15 i descens - 1987-1988: Primera Divisió B: 1 i ascens - 1989-1990: Lliga ACB: 17 - 1990-1991: Lliga ACB: 16 - 1991-1992: Lliga ACB: 20 - 1992-1993: Lliga ACB: 17 - 1993-1994: Lliga ACB: 16 - 1994-1995: Lliga ACB: 20 i descens - 1995-1996: Lliga EBA: 1 - 1996-1997: Lliga LEB: 3 |  | - 1997-1998: Lliga LEB: 3 - 1998-1999: Lliga LEB: 1 i ascens - 1999-2000: Lliga ACB: 13 - 2000-2001: Lliga ACB: 11 - 2001-2002: Lliga ACB: 13 - 2002-2003: Lliga ACB: 9 - 2003-2004: Lliga ACB: 15 - 2004-2005: Lliga ACB: 11 - 2005-2006: Lliga ACB: 18 i descens - 2006-2007: Lliga LEB: 9 - 2007-2008: Lliga LEB: Campió de la Copa Príncep |

## Jugadors destacats
- Manel Sánchez
- J.M. Alonso
- Jimmy Wright
- Claude Riley
- Carlos Gil
- Tito Díaz
- José Manuel Cabezudo
- Greg Foster
- Velimir Perasović
- Anthony Bonner
- Nikola Loncar
- Jorge Racca
- Charlie Bell
- Pete Mickeal
- Devin Davis
- César Sanmartín
- Tanoka Beard